# The Snow Goose (album)
The Snow Goose (Śnieżna gęś) – trzeci album brytyjskiej grupy Camel wydany w 1975 roku. 
Sukces suity Nimrodel/The Procession/The White Rider z poprzedniego albumu - Mirage, opartej na książce Tolkiena Władca Pierścieni, zainspirował zespół do nagrania kolejnego konceptualnego albumu. Rozważano różne propozycje, między innymi Peter Bardens zaproponował Siddharthę, powieść Hermanna Hessego. Napisano nawet kilka piosenek, zanim pomysł został porzucony. Rozważano również Wilka stepowego tego samego autora, ale wszystkie te pomysły okazały się niewykonalne. Wreszcie basista Doug Ferguson zarekomendował zespołowi powieść Paula Gallico - The Snow Goose.
Album zawiera utwory instrumentalne, jedynie w dwóch piosenkach można usłyszeć nieartykułowany śpiew.
Płyta osiągnęła status srebrnej w 1981 roku.

## Streszczenie
Powieść opowiada o malarzu Rhayaderze, żyjącym w latarni morskiej, który opiekuje się ranną gęsią, przyniesioną przez małą dziewczynkę o imieniu Fritha. Rhayader zaprzyjaźnia się z Frithą, ale jak tylko gęś zdrowieje i odlatuje, dziewczynka przestaje go odwiedzać. 

Rhayader ginie później w bitwie podczas ewakuacji Dunkierki, a gęś, nazywana teraz La Princesse Perdue, przylatuje na pole walki.

## Lista utworów
Wszystkie utwory zostały napisane przez Andrew Latimera i Petera Bardensa.
| 1.  | „The Great Marsh”          | 2:02  |
|     |                            |       |
| 2.  | „Rhayader”                 | 3:01  |
|     |                            |       |
| 3.  | „Rhayader Goes to Town”    | 5:19  |
|     |                            |       |
| 4.  | „Sanctuary”                | 1:05  |
|     |                            |       |
| 5.  | „Fritha”                   | 1:19  |
|     |                            |       |
| 6.  | „The Snow Goose”           | 3:11  |
|     |                            |       |
| 7.  | „Friendship”               | 1:43  |
|     |                            |       |
| 8.  | „Migration”                | 2:01  |
|     |                            |       |
| 9.  | „Rhayader Alone”           | 1:50  |
|     |                            |       |
| 10. | „Flight of the Snow Goose” | 2:40  |
|     |                            |       |
| 11. | „Preparation”              | 3:58  |
|     |                            |       |
| 12. | „Dunkirk”                  | 5:19  |
|     |                            |       |
| 13. | „Epitaph”                  | 2:07  |
|     |                            |       |
| 14. | „Fritha Alone”             | 1:40  |
|     |                            |       |
| 15. | „La Princesse Perdue”      | 4:43  |
|     |                            |       |
| 16. | „The Great Marsh”          | 1:20  |
|     |                            |       |
|     |                            | 43:18 |
|     |                            |       |

### Utwory bonusowe
Utwory bonusowe zawarte na zremasterowanej wersji CD z 2002 r.
| 1. | „Flight of The Snow Goose” (wersja singlowa)                        | 2:05  |
|    |                                                                     |       |
| 2. | „Rhayader” (wersja singlowa)                                        | 3:09  |
|    |                                                                     |       |
| 3. | „Flight of the Snow Goose” (alternatywna wersja singlowa)           | 2:49  |
|    |                                                                     |       |
| 4. | „Rhayader Goes to Town” (wersja live nagrana w The Marquee Club)    | 5:07  |
|    |                                                                     |       |
| 5. | „The Snow Goose / Freefall (wersja live nagrana w The Marquee Club) | 11:01 |
|    |                                                                     |       |
|    |                                                                     | 24:11 |
|    |                                                                     |       |

## Twórcy
Opracowano na podstawie materiału źródłowego.
- Andrew Latimer: gitara, flet
- Peter Bardens: instrumenty klawiszowe
- Doug Ferguson: gitara basowa
- Andy Ward: instrumenty perkusyjne

## Wydania
- 1975, GBR, Decca Records 291 034, LP
- 2002, GBR, Londyn 8829292, wydana 3 czerwca 2002, CD (wersja zremasterowana)